# Iron Fist Records
Iron Fist Records — американський незалежний лейбл, заснований репером Proof, колишнім учасником реп-гурту D12. Спеціалізувався на виданні музики в жанрі хіп-хоп. Другий студійний альбом, виданий на лейблі, Searching for Jerry Garcia, посів 65-ту сходинку Billboard 200.
Після трагічної смерті Пруфа у 2006 президентом компанії став його друг, репер 1st Born. Головна мета продовження діяльності: збереження творчої спадщини загиблого. Теперішня назва лейблу: Iron Fist Global.

## Дискографія
- 2002: Electric Coolaid Acid Testing — Proof
- 2003: 23 Days of Hell (I Killed Spiderman) — Proof
- 2004: I Miss the Hip Hop Shop — Proof
- 2004: The Flood — Mu
- 2005: By Any Means Necessary — Supa Emcee
- 2005: Extorsion — Purple Gang
- 2005: Grown Man Shit — Proof
- 2005: Searching for Jerry Garcia — Proof
- 2006: Hand 2 Hand: The Official Mixtape Instruction Manual — компіляція різних виконавців; гост: Proof
- 2006: Liv n Proof Mixtape: 2300 Milez Between Seattle & Detroit — Proof та Livio